# Шарапово (село, Чеховский район)
Шарапово — село в Чеховском районе Московской области, в составе муниципального образования сельское поселение Стремиловское (до 28 февраля 2005 года входила в состав Стремиловского сельского округа). 

## Достопримечательности

### Храм иконы Божией Матери «Всех скорбящих Радость»
Скорбященская церковь в Шарапово известна с XVI века, к 1823 году был построен кирпичный однокупольный храм в стиле ампир с трапезной и колокольней, был закрыт в 1930-х годах, возвращён верующим в 1995 году.

## Население
| 2002 | 2006  | 2010  |
| ---- | ----- | ----- |
| 1121 | ↗1254 | ↘1055 |

## География
Шарапово расположено примерно в 20 км на запад от Чехова, на запруженной реке Бобровке у её впадения в реку Лопасня, высота центра села над уровнем моря — 171 м.